# Chùa Trúc Lâm (Hòn Tre)
Chùa Trúc Lâm là một ngôi chùa được xây dựng trong năm 2008, tọa lạc tại đảo Hòn Tre, thành phố Nha Trang, Việt Nam.

## Không gian chùa
Chùa Trúc Lâm là một ngôi chùa mới được xây dựng có tổng diện tích mặt bằng hơn 33ha, Chùa được thiết kế theo mô hình một quần thể nhiều ngôi chùa xây dựng gần nhau, ngoài cung điện chính, còn có các gian nhà phụ xung quanh với 72 pho tượng đức Phật, Chùa mang dáng dấp kiến trúc các ngôi chùa miền Bắc Việt Nam. Mái cong, không gian cổ kính, tất cả nguyên vật liệu chính như cột, kèo, tường, đều làm bằng gỗ.
Chùa có bức tượng Phật Quan âm Nam Hải nặng 10 tấn hướng ra biển như ngọn hải đăng, về tâm linh mà những ngư dân ở khu vực vịnh Nha Trang hướng tới trước mỗi chuyến ra khơi.

## Ý nghĩa hoạt động
Ngày 25/9/2008, Tỉnh hội Phật giáo Khánh Hòa tổ chức lễ "Lạc Thành" đưa Chùa Trúc Lâm (Hòn Tre-Nha Trang) vào hoạt động.
Chùa Trúc Lâm đi vào hoạt động, tạo điều kiện thuận lợi cho các tăng ni, phật tử thể hiện quyền tín ngưỡng tôn giáo. Đồng thời, cũng là địa danh văn hoá cho khách du lịch tham quan khi đến Nha Trang-Khánh Hoà.